# Conservación de los alimentos
La conservación de los alimentos evita el crecimiento de microorganismos (como las levaduras) u otros microorganismos (aunque algunos métodos funcionan introduciendo bacterias u hongos benignos en los alimentos), además de reducir la oxidación de las grasas que causan rancidez. La conservación de los alimentos también puede incluir procesos que inhiban el deterioro visual, como la reacción de pardeamiento enzimático en manzanas después de que se cortan durante la preparación de alimentos. 
Muchos procesos diseñados para conservar los alimentos implican más de un método de conservación de alimentos.  Preservar la fruta convirtiéndola en mermelada, por ejemplo, implica hervir (para reducir el contenido de humedad de la fruta y matar las bacterias, etc.), azúcar (para evitar que vuelva a crecer) y sellar dentro de un frasco hermético (para evitar la recontaminación). Se ha demostrado que algunos métodos tradicionales de conservación de alimentos tienen una menor aportación de energía y huella de carbono, en comparación con los métodos modernos.
Se sabe que algunos métodos de conservación de alimentos crean carcinógenos. En 2015, la Agencia Internacional para la Investigación del Cáncer de la Organización Mundial de la Salud clasificó la carne procesada, es decir, la carne sometida a salazón, curado, fermentación y ahumado, como "carcinógena para los seres humanos".
Mantener o crear valor nutricional, textura y sabor es un aspecto importante de la conservación de los alimentos. 

## Técnicas tradicionales
Las nuevas técnicas de conservación de alimentos se pusieron a disposición del chef de origen desde los albores de la agricultura hasta la Revolución Industrial. 

### Curado

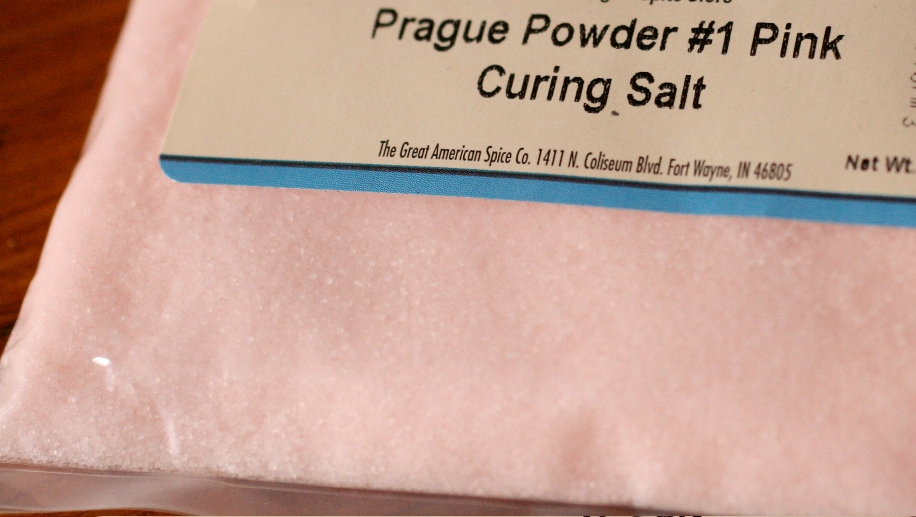
Bolsa de polvo de Praga # 1, también conocida como " sal curada " o "sal rosada". Es típicamente una combinación de sal y nitrito de sodio, con el color rosado agregado para distinguirlo de la sal común.

La primera forma de curado fue la deshidratación o el secado, utilizado tan pronto como 12,000 A.C. Las técnicas de ahumado y salado mejoran el proceso de secado y agregan agentes antimicrobianos que ayudan en la conservación. El humo deposita varios productos de pirólisis en el alimento, incluidos los fenoles siringol, guaiacol y catecol. La sal acelera el proceso de secado mediante ósmosis y también inhibe el crecimiento de varias cepas comunes de bacterias. Más recientemente, se han usado nitritos para curar la carne, lo que aporta un color rosado característico.

### Esterilización
Tratamiento antimicrobiano que tiene la función de eliminar la carga de microorganismos en un medio orgánico. El método más común es mediante la aplicación de calor.

### Refrigeración
La refrigeración preserva los alimentos al disminuir el crecimiento y la reproducción de los microorganismos y la acción de las enzimas que hacen que los alimentos se pudran. La introducción de refrigeradores comerciales y domésticos mejoró drásticamente las dietas de muchos en el mundo occidental al permitir que los alimentos como la fruta fresca, las ensaladas y los productos lácteos se almacenen de forma segura durante períodos más prolongados, especialmente durante el clima cálido. 
Antes de la era de la refrigeración mecánica, el enfriamiento para el almacenamiento de alimentos se producía en forma de sótanos y congeladores. Las personas rurales a menudo hacían su propio corte de hielo, mientras que los habitantes de las ciudades y las ciudades dependían del comercio de hielo. Hoy en día, la conservación de las raíces sigue siendo popular entre las personas que valoran diversos objetivos, incluidos los alimentos locales, los cultivos de reliquia, las técnicas tradicionales de cocina casera, la agricultura familiar, la frugalidad, la autosuficiencia, la agricultura orgánica y otros.

### Congelación
La congelación también es uno de los procesos más utilizados, tanto comercialmente como a nivel nacional, para conservar una gran variedad de alimentos, incluidos los alimentos preparados que no habrían requerido la congelación en su estado no preparado.

### Hervido
Hervir alimentos líquidos puede matar cualquier microbio existente en el alimento. La leche y el agua a menudo se hierven para matar cualquier microbio dañino que pueda estar presente en ellos.

### Calentado
Calentar a temperaturas suficientes para matar microorganismos en el interior de los alimentos es un método que se utiliza con guisos perpetuos. La leche también se hierve antes de almacenarla para matar muchos microorganismos. 

### Azucarado
Las culturas más tempranas han usado el azúcar como conservante , y era un lugar común almacenar frutas en la miel. Similar a los alimentos en escabeche, la caña de azúcar fue traída a Europa a través de las rutas comerciales.  En climas del norte sin sol suficiente para secar los alimentos, las conservas se hacen calentando la fruta con azúcar.  "El azúcar tiende a extraer agua de los microbios (plasmolisis). Este proceso deja las células microbianas deshidratadas, matándolas así. De esta manera, los alimentos permanecerán a salvo del deterioro microbiano". El azúcar se utiliza para conservar las frutas, ya sea en un jarabe antimicrobiano con frutas como manzanas, peras, melocotones, albaricoques y ciruelas, o en forma cristalizada donde el material conservado se cuece en azúcar hasta el punto de cristalización y el producto resultante es luego almacenado en seco. Este método se utiliza para las pieles de cítricos (cáscara confitada), angélica y jengibre. Además, el azúcar se puede utilizar en la producción de mermelada y jalea. 

### Decapado (pickling)
El decapado es un método para conservar los alimentos en un líquido comestible y antimicrobiano.  El decapado se puede clasificar en dos categorías: decapado químico y decapado por fermentación. 
En el decapado químico, la comida se coloca en un líquido comestible que inhibe o mata las bacterias y otros microorganismos (picklets). Los agentes de decapado típicos incluyen salmuera (alta en sal), vinagre, alcohol y aceite vegetal .  Muchos procesos químicos de decapado también implican calentar o hervir para que los alimentos que se conservan se saturen con el agente de decapado.  Los alimentos comunes químicamente encurtidos incluyen pepinos, pimientos, carne en conserva, arenques y huevos, así como verduras mixtas como el piccalilli. 
En el decapado por fermentación, las bacterias en el líquido producen ácidos orgánicos como agentes de conservación, típicamente mediante un proceso que produce ácido láctico a través de la presencia de lactobacilas. Los pepinillos fermentados incluyen chucrut, nukazuke, kimchi y surströmming.

### Lejía
El hidróxido de sodio ( lejía ) hace que los alimentos sean demasiado alcalinos para el crecimiento bacteriano.  La lejía saponificará las grasas en los alimentos, lo que cambiará su sabor y textura. Lutefisk utiliza lejía en su preparación, al igual que algunas recetas de aceitunas.  Recetas modernas para los huevos del siglo también requieren lejía. 

### Envasado

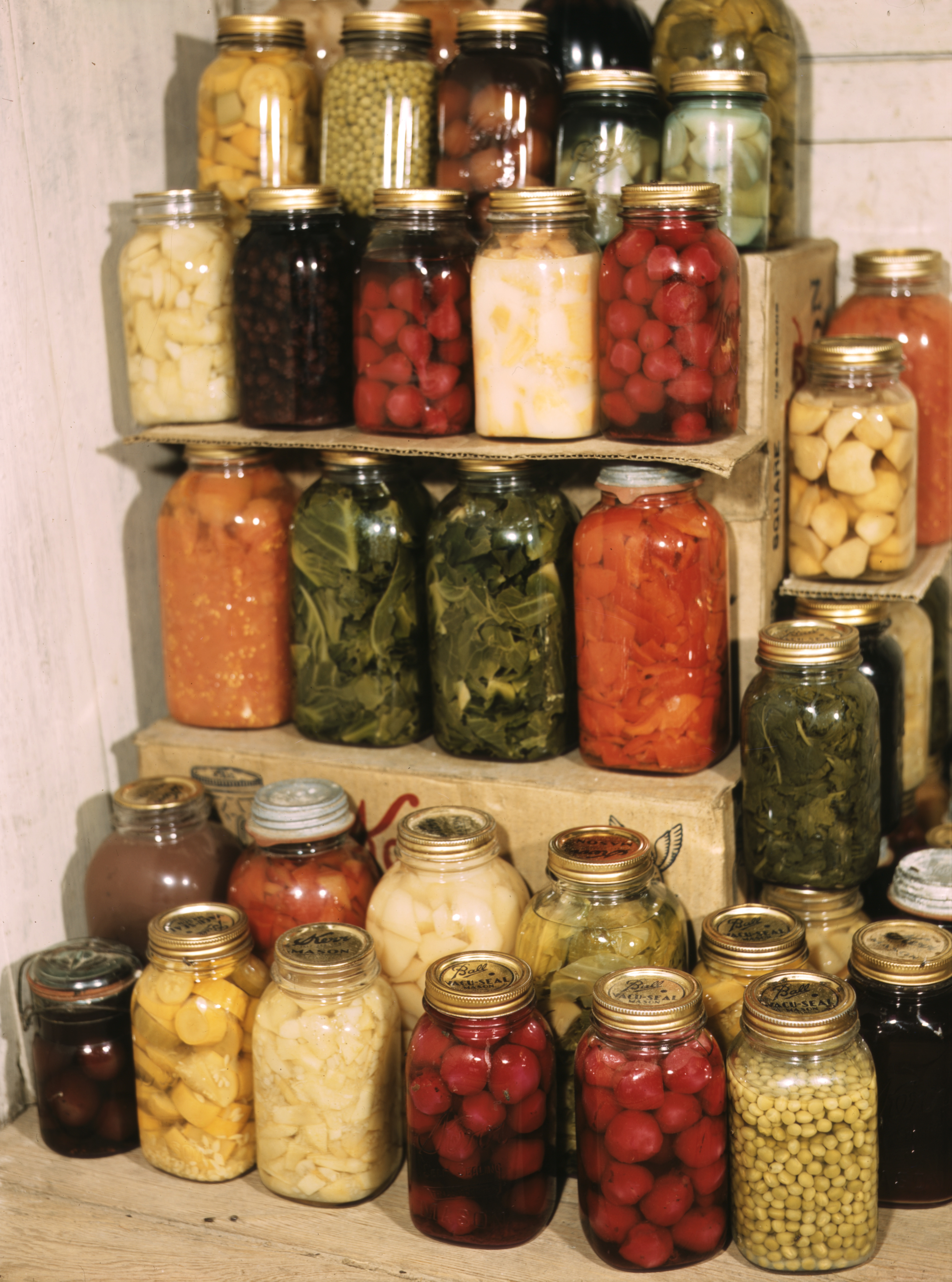
Alimento conservado

Enlatar consiste en cocinar alimentos, sellarlos en latas o frascos esterilizados y hervir los recipientes para matar o debilitar cualquier bacteria restante como forma de esterilización. Fue inventado por el pastelero francés Nicolas Appert.  Para 1806, este proceso fue utilizado por la Armada francesa para conservar carne, frutas, verduras e incluso leche. Aunque Appert había descubierto una nueva forma de preservación, no se entendió hasta 1864, cuando Louis Pasteur descubrió la relación entre los microorganismos, el deterioro de los alimentos y la enfermedad.
Los alimentos tienen diversos grados de protección natural contra el deterioro y pueden requerir que el paso final se realice en una olla a presión. Las frutas con alto contenido de ácido, como las fresas, no requieren conservantes y solo un ciclo de ebullición corto, mientras que los vegetales marginales como las zanahorias requieren un hervido más prolongado y la adición de otros elementos ácidos. Los alimentos poco ácidos, como las verduras y las carnes, requieren un envasado a presión. Los alimentos conservados enlatados o embotellados corren un riesgo inmediato de deterioro una vez que se abre la lata o la botella. 
La falta de control de calidad en el proceso de enlatado puede permitir el ingreso de agua o microorganismos. La mayoría de estos fallos se detectan rápidamente, ya que la descomposición dentro de la lata causa la producción de gas y la lata se hinchará o reventará.  Sin embargo, ha habido ejemplos de fabricación deficiente (subprocesamiento) e higiene deficiente que permiten la contaminación de los alimentos enlatados por el anaerobio obligado Clostridium botulinum, que produce una toxina aguda en el alimento, lo que lleva a una enfermedad grave o la muerte. Este organismo no produce gases ni sabor obvio y permanece sin ser detectado por el gusto o el olfato.  Sin embargo, su toxina se desnaturaliza al cocinar. Los hongos cocidos, que se manipulan mal y luego se conservan, pueden ayudar al crecimiento de Staphylococcus aureus, que produce una toxina que no se destruye con el enlatado o el recalentamiento posterior. 

### Mermelado (jellying)
Los alimentos pueden conservarse cocinando en un material que se solidifique para formar un gel. Tales materiales incluyen gelatina, agar, harina de maíz y harina de arrurruz .  Algunos alimentos forman naturalmente un gel proteico cuando se cocinan, como anguilas y morenas, y gusanos sipunculidos, que son un manjar en Xiamen , en la provincia de Fujian de la República Popular de China. Las anguilas en gelatina son un manjar en el East End de Londres, donde se comen con puré de papas. Carnes en maceta en aspic (un gel hecho a partir de gelatina y caldo de carne clarificada) eran una forma común de servir carne fuera de los recortes en el Reino Unido hasta la década de 1950. Muchas carnes jugged también se gelatinean. 
Una forma tradicional británica de conservar la carne (especialmente los camarones) es colocarla en una olla y sellarla con una capa de grasa. También es común el hígado de pollo en maceta; Jellying es uno de los pasos en la producción de patés tradicionales. 

### Estofado (Jugging)
La carne puede ser conservada por jugging. Jugging es el proceso de estofado de la carne (comúnmente carne de caza o pescado) en una jarra o cazuela de barro tapada.  El animal que se va a manipular generalmente se corta en pedazos, se coloca en una jarra herméticamente sellada con salmuera o salsa, y se guisa. El vino tinto y / o la propia sangre del animal a veces se agregan al líquido de cocción. El jugging fue un método popular para conservar la carne hasta mediados del siglo XX.

### Enterrado
El entierro de los alimentos puede preservarlo debido a una variedad de factores: falta de luz, falta de oxígeno, temperaturas frías, nivel de pH o desecantes en el suelo. El entierro puede combinarse con otros métodos como la salazón o la fermentación. La mayoría de los alimentos se pueden conservar en un suelo que es muy seco y salado (por lo tanto, un desecante) como la arena, o un suelo congelado.
Muchas hortalizas de raíz son muy resistentes al deterioro y no requieren más conservación que el almacenamiento en condiciones frescas y oscuras, por ejemplo, por enterramiento en el suelo, como en una pinza de almacenamiento. Los huevos del siglo se crean tradicionalmente colocando los huevos en lodo alcalino (u otra sustancia alcalina), lo que resulta en su fermentación "inorgánica" a través de un pH elevado en lugar de echarse a perder. La fermentación los preserva y descompone algunas de las proteínas y grasas complejas y menos sabrosas en otras más simples y más sabrosas. La col fue enterrada tradicionalmente durante el otoño en las granjas del norte de los Estados Unidos para su conservación. Algunos métodos lo mantienen crujiente, mientras que otros métodos producen chucrut. Un proceso similar se utiliza en la producción tradicional de kimchi . A veces la carne se entierra bajo condiciones que provocan la conservación. Si se entierra sobre carbón caliente o cenizas, el calor puede matar los patógenos, la ceniza seca puede desecarse y la tierra puede bloquear el oxígeno y la contaminación. Si se entierra donde la tierra está muy fría, la tierra actúa como un refrigerador. Antes del entierro, la carne (cerdo / jabalí) se puede engordar. El sebo del animal se calienta y se vierte sobre carne en un barril. Una vez que la grasa se endurece, el barril se sella y se entierra en una bodega o suelo frío.
En Orissa, India, es práctico almacenar el arroz enterrándolo bajo tierra. Este método ayuda a almacenar durante tres a seis meses durante la estación seca.
La mantequilla y sustancias similares se han conservado como manteca de pantano en turberas irlandesas durante siglos.

### Fermentación
Algunos alimentos, como muchos quesos, vinos y cervezas, utilizan microorganismos específicos que combaten el deterioro de otros organismos menos benignos.  Estos microorganismos mantienen los patógenos bajo control al crear un ambiente tóxico para ellos mismos y otros microorganismos al producir ácido o alcohol.  Los métodos de fermentación incluyen, pero no se limitan a, microorganismos iniciadores, sal, lúpulo, temperaturas controladas (generalmente frías) y niveles controlados (generalmente bajos) de oxígeno.  Estos métodos se utilizan para crear las condiciones controladas específicas que apoyarán los organismos deseables que producen alimentos aptos para el consumo humano. 
La fermentación es la conversión microbiana de almidón y azúcares en alcohol. La fermentación no solo puede producir alcohol, sino que también puede ser una valiosa técnica de conservación. La fermentación también puede hacer que los alimentos sean más nutritivos y sabrosos.  Por ejemplo, beber agua en la Edad Media era peligroso porque a menudo contenía patógenos que podían propagar enfermedades. Cuando el agua se convierte en cerveza, la ebullición durante el proceso de elaboración de la cerveza destruye cualquier bacteria en el agua que podría enfermar a las personas. Además, el agua ahora tiene los nutrientes de la cebada y otros ingredientes, y los microorganismos también pueden producir vitaminas a medida que fermentan.

## Técnicas industriales modernas
Técnicas de conservación de alimentos fueron desarrolladas en laboratorios de investigación para aplicaciones comerciales. 

### Pasteurización
La pasteurización es un proceso para la conservación de alimentos líquidos. Originalmente se aplicó para combatir el agrio de los vinos locales jóvenes.  Hoy en día, el proceso se aplica principalmente a los productos lácteos. En este método, la leche se calienta a aproximadamente 70 °C durante 15–30 segundos para matar las bacterias presentes en él y enfriarlo rápidamente a 10 °C para evitar que las bacterias restantes crezcan. La leche se almacena en botellas esterilizadas o bolsas en lugares fríos.  Este método fue inventado por Louis Pasteur, un químico francés, en 1862. 

### Envasado al vacío
El envasado al vacío almacena los alimentos en un ambiente de vacío, generalmente en una bolsa o botella hermética.  El ambiente de vacío elimina las bacterias del oxígeno necesario para sobrevivir.  El envasado al vacío se usa comúnmente para almacenar nueces para reducir la pérdida de sabor de la oxidación.  Un inconveniente importante del envasado al vacío, a nivel del consumidor, es que el sellado al vacío puede deformar el contenido y robar a ciertos alimentos, como el queso, su sabor. 

### Aditivos alimentarios artificiales
Los aditivos alimentarios conservantes pueden ser antimicrobianos, que inhiben el crecimiento de bacterias u hongos , incluido el moho, o antioxidantes, como los absorbentes de oxígeno, que inhiben la oxidación de los constituyentes de los alimentos. Los conservantes antimicrobianos comunes incluyen propionato de calcio , nitrato de sodio , nitrito de sodio, sulfitos (dióxido de azufre, bisulfito de sodio, sulfato de hidrógeno y potasio, etc.) y EDTA. Los antioxidantes incluyen hidroxianisol butilado (BHA) e hidroxitolueno butilado (BHT). Otros conservantes incluyen formaldehído (generalmente en solución), glutaraldehído (insecticida), etanol y metilcloroisotiazolinona . 

### Irradiación
La irradiación de los alimentos es la exposición de los alimentos a la radiación ionizante. Se pueden usar múltiples tipos de radiación ionizante, incluidas las partículas beta ( electrones de alta energía) y los rayos gamma (emitidos por fuentes radiactivas como el cobalto 60 o el cesio 137). La irradiación puede matar bacterias, mohos y plagas de insectos, reducir la maduración y el deterioro de las frutas, y en dosis más altas inducir la esterilidad. La tecnología puede ser comparada con la pasteurización; a veces se denomina "pasteurización en frío", ya que el producto no se calienta. La irradiación puede permitir que los alimentos de baja calidad o contaminados se puedan comercializar. 
Los organismos de expertos nacionales e internacionales han declarado que la irradiación de alimentos es "saludable"; Las organizaciones de las Naciones Unidas, como la Organización Mundial de la Salud y la Organización de las Naciones Unidas para la Agricultura y la Alimentación , avalan la irradiación de alimentos. Los consumidores pueden tener una visión negativa de los alimentos irradiados basándose en la idea errónea de que dichos alimentos son radiactivos; de hecho, los alimentos irradiados no pueden y no pueden volverse radioactivos.  Los activistas también se han opuesto a la irradiación de alimentos por otras razones, por ejemplo, argumentando que la irradiación se puede usar para esterilizar alimentos contaminados sin resolver la causa subyacente de la contaminación. La legislación internacional sobre si los alimentos pueden ser irradiados o no varía en todo el mundo, de ninguna regulación a una prohibición total.
Aproximadamente 500,000 toneladas de alimentos se irradian por año en todo el mundo en más de 40 países.  Se trata principalmente de especias y condimentos , con un segmento creciente de fruta fresca irradiada para la cuarentena de la mosca de la fruta.

### Electroporación de campo eléctrico pulsado
La electroporación de campo eléctrico pulsado (PEF) es un método para procesar células por medio de pulsos breves de un campo eléctrico fuerte.  El PEF tiene potencial como un tipo de proceso alternativo de pasteurización a baja temperatura para la esterilización de productos alimenticios.  En el procesamiento de PEF, una sustancia se coloca entre dos electrodos, luego se aplica el campo eléctrico pulsado.  El campo eléctrico agranda los poros de las membranas celulares, que mata las células y libera su contenido.  El PEF para el procesamiento de alimentos es una tecnología en desarrollo que aún se está investigando.  Ha habido aplicaciones industriales limitadas de procesamiento de PEF para la pasteurización de jugos de frutas.  Hasta la fecha, varios jugos tratados con PEF están disponibles en el mercado en Europa.  Además, durante varios años, una aplicación de pasteurización de jugó en los EE. UU. Ha usado PEF.  Para fines de desintegración celular, especialmente los procesadores de papa muestran un gran interés en la tecnología PEF como una alternativa eficiente para sus precalentadores.  Las aplicaciones de papa ya están operativas en los Estados Unidos y Canadá.  También hay aplicaciones comerciales de papa PEF en varios países de Europa, así como en Australia, India y China.

### Atmósfera modificada
Modificar la atmósfera es una forma de preservar los alimentos al operar en la atmósfera a su alrededor.  Los cultivos de ensaladas que son notoriamente difíciles de preservar ahora se empaquetan en bolsas selladas con una atmósfera modificada para reducir la concentración de oxígeno (O2) y aumentar la concentración de dióxido de carbono (CO2).  Existe la preocupación de que, aunque las verduras para ensaladas conservan su aspecto y textura en tales condiciones, este método de conservación puede no conservar los nutrientes, especialmente las vitaminas .  Existen dos métodos para conservar los granos con dióxido de carbono.  Un método es colocar un bloque de hielo seco en el fondo y llenar la lata con el grano.  Otro método es purgar el contenedor del fondo con dióxido de carbono gaseoso de un cilindro o recipiente de suministro a granel. 
El dióxido de carbono evita que los insectos y, según la concentración, el moho y la oxidación dañen el grano.  El grano almacenado de esta manera puede permanecer comestible durante aproximadamente cinco años.
El gas nitrógeno (N2) a concentraciones del 98% o más también se usa de manera efectiva para matar insectos en el grano a través de la hipoxia. Sin embargo, el dióxido de carbono tiene una ventaja a este respecto, ya que mata a los organismos a través de la hipercarbia y la hipoxia (según la concentración), pero requiere concentraciones superiores al 35%, o menos. Esto hace que el dióxido de carbono sea preferible para la fumigación en situaciones donde no se puede mantener un sello hermético . 
Almacenamiento atmosférico controlado (CA): "El almacenamiento de CA es un proceso no químico. Los niveles de oxígeno en las salas selladas se reducen, generalmente mediante la infusión de gas nitrógeno, desde aproximadamente el 21 por ciento en el aire que respiramos hasta el 1 por ciento o 2 por ciento. Las temperaturas se mantienen en una constante de 0-2 °C. La humedad se mantiene en un 95 por ciento y los niveles de dióxido de carbono también están controlados.  Las condiciones exactas en las habitaciones se establecen de acuerdo con la variedad de manzana. Los investigadores desarrollan regímenes específicos para cada variedad para lograr la mejor calidad. Las computadoras ayudan a mantener las condiciones constantes". "El este de Washington, donde se cultivan la mayoría de las manzanas de Washington, tiene suficiente espacio de almacenamiento para 181 millones de cajas de fruta, según un informe realizado en 1997 por los gerentes de la División de Servicios de Plantas Agrícolas del Estado de Washington. El estudio de la capacidad de almacenamiento muestra que el 67 por ciento de ese espacio, suficiente para 121,008,000 cajas de manzanas, es almacenamiento de CA." 
El almacenamiento hermético de los granos (a veces llamado almacenamiento hermético) depende de la respiración de los granos, insectos y hongos que pueden modificar la atmósfera cerrada lo suficiente como para controlar las plagas de insectos. Este es un método de gran antigüedad, además de tener equivalentes modernos.  El éxito del método se basa en tener la combinación correcta de sellado, humedad del grano y temperatura.
Un proceso patentado utiliza celdas de combustible para agotar y mantener automáticamente el agotamiento del oxígeno en un contenedor de envío, que contiene, por ejemplo, pescado fresco.

### Plasma no termal
Este proceso somete la superficie de los alimentos a una "llama" de moléculas de gas ionizado, como el helio o el nitrógeno. Esto hace que los microorganismos mueran en la superficie.

### Conservación de alimentos a alta presión
La preservación de alimentos a alta presión o la pascalización se refiere al uso de una técnica de conservación de alimentos que hace uso de la alta presión .  "Presionado dentro de un recipiente que ejerce 70 libras por pulgada cuadrada (0,5 MPa)  o más, los alimentos pueden procesarse de manera que conserven su aspecto, sabor, textura y nutrientes frescos, a la vez que incapacitan a los microorganismos dañinos y disminuyen el deterioro". Para 2005, el proceso se estaba utilizando para productos que iban desde jugo de naranja hasta guacamole y carnes frías y se vendía ampliamente.

### Biopreservación

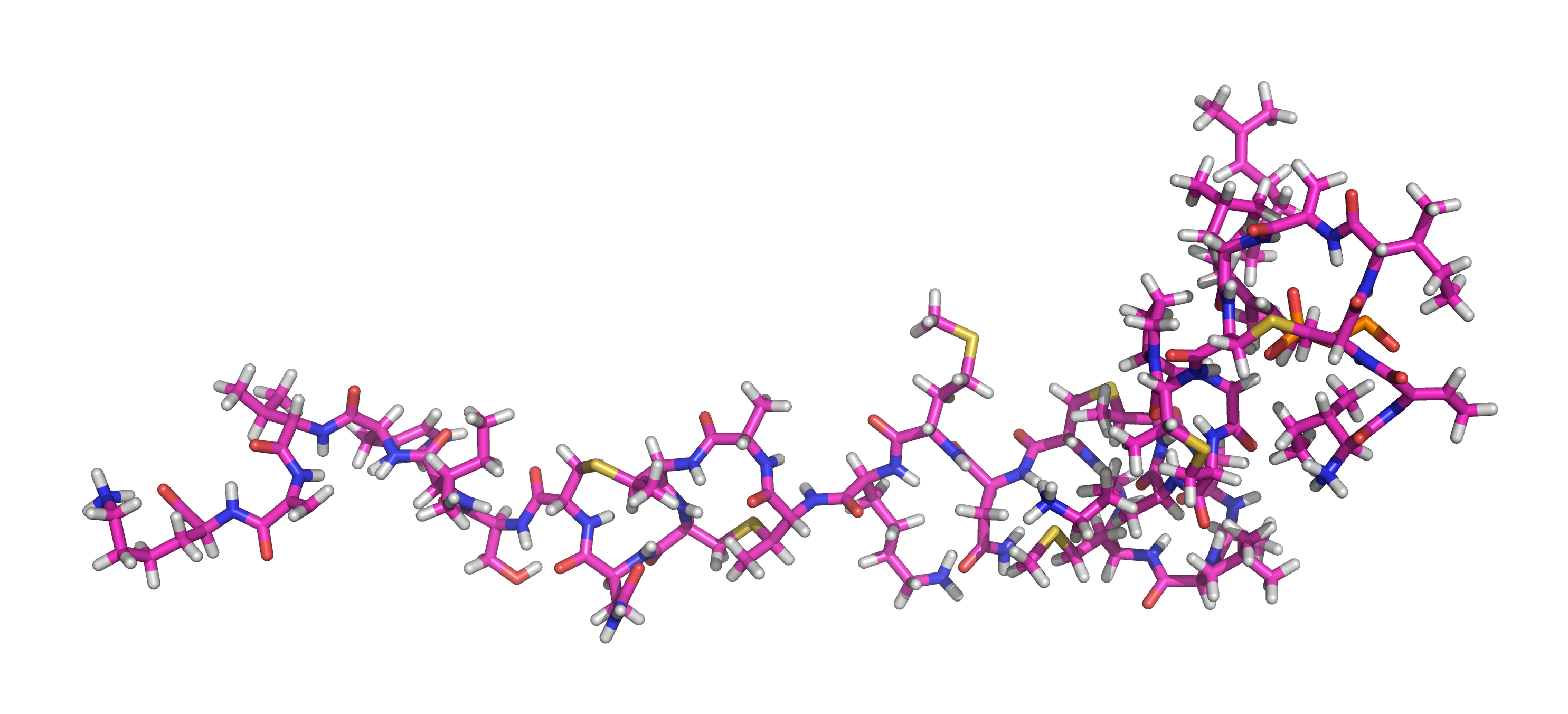
Modelo de palo 3D de nisina. Algunas bacterias del ácido láctico fabrican nisina. Es un conservante particularmente eficaz.

La biopreservación es el uso de microbiota o antimicrobianos naturales o controlados como una forma de conservar los alimentos y extender su vida útil. Las bacterias beneficiosas o los productos de fermentación producidos por estas bacterias se utilizan en la biopreservación para controlar el deterioro y hacer que los patógenos se vuelvan inactivos en los alimentos. Es un enfoque ecológico benigno que está ganando cada vez más atención.
De especial interés son las bacterias del ácido láctico (LAB).  Las bacterias del ácido láctico tienen propiedades antagónicas que las hacen particularmente útiles como biopreservantes. Cuando las LAB compiten por los nutrientes, sus metabolitos a menudo incluyen antimicrobianos activos como el ácido láctico, el ácido acético, el peróxido de hidrógeno y las bacteriocinas peptídicas. Algunas LAB producen la nisina antimicrobiana, que es un conservante particularmente eficaz.
En estos días, las bacteriocinas de LAB se utilizan como parte integral de la tecnología de obstáculos. Su uso en combinación con otras técnicas de conservación puede controlar eficazmente las bacterias dañinas y otros patógenos, y puede inhibir las actividades de un amplio espectro de organismos, incluidas las bacterias gramnegativas inherentemente resistentes.

### Tecnología de obstáculos
La tecnología de obstáculos es un método para garantizar que los agentes patógenos en los productos alimenticios puedan eliminarse o controlarse combinando más de un enfoque.  Estos enfoques se pueden considerar como "obstáculos" que el patógeno tiene que superar para mantenerse activo en los alimentos.  La combinación correcta de obstáculos puede garantizar que todos los patógenos se eliminen o se vuelvan inocuos en el producto final.
Leistner (2000) ha definido la tecnología de obstáculos como una combinación inteligente de obstáculos que garantiza la seguridad y estabilidad microbiana , así como la calidad organoléptica y nutricional y la viabilidad económica de los productos alimenticios. La calidad organoléptica de los alimentos se refiere a sus propiedades sensoriales, es decir, su aspecto, sabor, olor y textura. 
Los ejemplos de obstáculos en un sistema alimentario son la temperatura alta durante el procesamiento, la temperatura baja durante el almacenamiento, el aumento de la acidez , la reducción de la actividad del agua o el potencial redox y la presencia de conservantes o biopreservantes. De acuerdo con el tipo de patógenos y su riesgo, la intensidad de los obstáculos se puede ajustar individualmente para satisfacer las preferencias de los consumidores de una manera económica, sin sacrificar la seguridad del producto.

## Otras lecturas
- Marx de Salcedo, Anastacia (2015). Combat-ready Kitchen: How the U.S. military shapes the way you eat. New York: Current/Penguin. ISBN 9781101601648.